# Australutica moreton
Espèce
Australutica moreton est une espèce d'araignées aranéomorphes de la famille des Zodariidae.

## Distribution
Cette espèce est endémique du Queensland en Australie. Elle se rencontre sur l'île Moreton à Brisbane.

## Description
Le mâle holotype mesure 6,73 mm, les mâles mesurent de 5,53 à 6,73 mm.

## Étymologie
Son nom d'espèce lui a été donné en référence au lieu de sa découverte, l'île Moreton.

## Publication originale
- Jocqué, 1995 : Notes on Australian Zodariidae (Araneae), I. New taxa and key to the genera. Records of the Australian Museum, vol. 47, p. 117-140 (texte intégral).